# Maastrichtse Voetbal Vereniging 2014-2015
Questa voce raccoglie le informazioni riguardanti il Maastrichtse Voetbal Vereniging nelle competizioni ufficiali della stagione 2014-2015.

## Stagione
Nella stagione 2014-2015 l'MVV Maastricht ha disputato l'Eerste Divisie, seconda serie del campionato olandese di calcio, terminando la stagione all'undicesimo posto con 48 punti conquistati in 38 giornate, frutto di 14 vittorie, 6 pareggi e 18 sconfitte. Nella KNVB beker l'MVV Maastricht è sceso in campo dal secondo turno, raggiungendo il terzo turno dove è stato eliminato dal VVV-Venlo.

## Rosa
| N. |                        | Ruolo | Calciatore          |
| -- | ---------------------- | ----- | ------------------- |
| 1  | Paesi Bassi (bandiera) | P     | Hobie Verhulst      |
| 2  | Paesi Bassi (bandiera) | D     | Nick Kuipers        |
| 3  | Paesi Bassi (bandiera) | D     | Dalian Maatsen      |
| 4  | Paesi Bassi (bandiera) | D     | Kjell Knops (cap.)  |
| 5  | Belgio (bandiera)      | D     | Willem Ofori-Appiah |
| 6  | Belgio (bandiera)      | C     | Leroy Labylle       |
| 7  | Belgio (bandiera)      | C     | Davy Brouwers       |
| 9  | Paesi Bassi (bandiera) | A     | Mark Veldmate       |
| 10 | Belgio (bandiera)      | C     | Stef Peeters        |
| 11 | Belgio (bandiera)      | C     | Marco Ospitalieri   |
| 12 | Iraq (bandiera)        | D     | Hawbir Mustafa      |

| N. |                        | Ruolo | Calciatore          |
| -- | ---------------------- | ----- | ------------------- |
| 13 | Paesi Bassi (bandiera) | C     | Mitchell de Jong    |
| 14 | Paesi Bassi (bandiera) | C     | Bryan Smeets        |
| 16 | Paesi Bassi (bandiera) | C     | Niels Vorthoren     |
| 17 | Belgio (bandiera)      | A     | Jordy Croux         |
| 18 | Paesi Bassi (bandiera) | A     | Pascal Huser        |
| 20 | Paesi Bassi (bandiera) | C     | Wimilio Vink        |
| 21 | Paesi Bassi (bandiera) | D     | Jens Jurn Streutker |
| 22 | Paesi Bassi (bandiera) | C     | Shermar Martina     |
| 23 | Paesi Bassi (bandiera) | P     | Wouter Pastoor      |
| 24 | Belgio (bandiera)      | P     | Jo Coppens          |
| 25 | Paesi Bassi (bandiera) | A     | Sven Braken         |

## Risultati

### Eerste Divisie

#### Girone di andata
| 8 agosto 2014, ore 20:00 1ª giornata | Almere City | 5 – 0 | MVV |  |

| 15 agosto 2014, ore 20:00 2ª giornata | MVV | 2 – 1 | Jong PSV |  |

| 22 agosto 2014, ore 20:00 3ª giornata | MVV | 0 – 2 | Sparta Rotterdam |  |

| 25 agosto 2014, ore 20:00 4ª giornata | Jong Twente | 1 – 2 | MVV |  |

| 29 agosto 2014, ore 14:30 5ª giornata | Roda JC | 2 – 0 | MVV |  |

| 12 settembre 2014, ore 20:00 6ª giornata | MVV | 0 – 0 | VVV-Venlo |  |

| 19 settembre 2014, ore 20:00 7ª giornata | MVV | 0 – 1 | De Graafschap |  |

| 26 settembre 2014, ore 14:30 8ª giornata | Volendam | 3 – 0 | MVV |  |

| 3 ottobre 2014, ore 20:00 9ª giornata | MVV | 0 – 2 | Oss |  |

| 17 ottobre 2014, ore 16:30 10ª giornata | Emmen | 6 – 0 | MVV |  |

| 24 ottobre 2014, ore 19:45 11ª giornata | MVV | 3 – 2 | Achilles '29 |  |

| 31 ottobre 2014, ore 20:00 12ª giornata | Telstar | 2 – 0 | MVV |  |

| 7 novembre 2014, ore 20:00 13ª giornata | MVV | 1 – 2 | Eindhoven |  |

| 21 novembre 2014, ore 20:00 14ª giornata | Den Bosch | 2 – 1 | MVV |  |

| 28 novembre 2014, ore 20:00 15ª giornata | MVV | 0 – 1 | Fortuna Sittard |  |

| 1 dicembre 2014, ore 20:00 16ª giornata | RKC Waalwijk | 0 – 1 | MVV |  |

| 6 dicembre 2014, ore 19:45 17ª giornata | Helmond Sport | 3 – 2 | MVV |  |

| 12 dicembre 2014, ore 20:00 18ª giornata | MVV | 2 – 2 | Jong Ajax |  |

| 19 dicembre 2014, ore 14:30 19ª giornata | N.E.C. | 4 – 1 | MVV |  |

#### Girone di ritorno
| 16 gennaio 2015, ore 20:00 20ª giornata | MVV | 1 – 0 | Almere City |  |

| 23 gennaio 2015, ore 14:30 21ª giornata | VVV-Venlo | 3 – 0 | MVV |  |

| 30 gennaio 2015, ore 14:30 22ª giornata | MVV | 3 – 1 | Roda JC |  |

| 6 febbraio 2015, ore 20:00 23ª giornata | Sparta Rotterdam | 4 – 1 | MVV |  |

| 9 febbraio 2015, ore 20:00 24ª giornata | MVV | 2 – 2 | Jong Twente |  |

| 13 febbraio 2015, ore 20:00 25ª giornata | De Graafschap | 3 – 1 | MVV |  |

| 20 febbraio 2015, ore 16:30 26ª giornata | MVV | 1 – 1 | Helmond Sport |  |

| 27 febbraio 2015, ore 20:00 27ª giornata | Jong Ajax | 1 – 3 | MVV |  |

| 6 marzo 2015, ore 20:00 28ª giornata | Fortuna Sittard | 0 – 3 | MVV |  |

| 13 marzo 2015, ore 20:00 29ª giornata | MVV | 1 – 1 | RKC Waalwijk |  |

| 16 marzo 2015, ore 20:00 30ª giornata | Jong PSV | 1 – 1 | MVV |  |

| 20 marzo 2015, ore 20:00 31ª giornata | MVV | 1 – 4 | N.E.C. |  |

| 3 aprile 2015, ore 20:00 32ª giornata | MVV | 3 – 0 | Telstar |  |

| 6 aprile 2015, ore 14:30 33ª giornata | Achilles '29 | 0 – 2 | MVV |  |

| 10 aprile 2015, ore 20:00 34ª giornata | MVV | 6 – 2 | Volendam |  |

| 17 aprile 2015, ore 20:00 35ª giornata | Oss | 0 – 1 | MVV |  |

| 24 aprile 2015, ore 20:00 36ª giornata | MVV | 2 – 1 | Emmen |  |

| 1 maggio 2015, ore 20:00 37ª giornata | MVV | 3 – 0 | Den Bosch |  |

| 8 maggio 2015, ore 20:00 38ª giornata | Eindhoven | 5 – 1 | MVV |  |

## Statistiche

### Statistiche di squadra
| Competizione   | Punti | In casa | In casa | In casa | In casa | In casa | In casa | In trasferta | In trasferta | In trasferta | In trasferta | In trasferta | In trasferta | Totale | Totale | Totale | Totale | Totale | Totale | DR  |
| Competizione   | Punti | G       | V       | N       | P       | Gf      | Gs      | G            | V            | N            | P            | Gf           | Gs           | G      | V      | N      | P      | Gf     | Gs     | DR  |
| -------------- | ----- | ------- | ------- | ------- | ------- | ------- | ------- | ------------ | ------------ | ------------ | ------------ | ------------ | ------------ | ------ | ------ | ------ | ------ | ------ | ------ | --- |
| Eerste Divisie | 48    | 19      | 8       | 5       | 6       | 31      | 25      | 19           | 6            | 1            | 12           | 20           | 45           | 38     | 14     | 6      | 18     | 51     | 70     | -19 |
| KNVB beker     | -     | 1       | 1       | 0       | 0       | 4       | 3       | 1            | 0            | 0            | 1            | 0            | 2            | 2      | 1      | 0      | 1      | 4      | 5      | -1  |
| Totale         | -     | 20      | 9       | 5       | 6       | 35      | 28      | 20           | 6            | 1            | 13           | 20           | 47           | 40     | 15     | 6      | 19     | 55     | 75     | -20 |